# Enrique José Varona
Enrique José Varona y Pera, född den 13 april 1849 i Camagüey, död den 13 november 1933 i Havanna, var en kubansk vetenskapsman, skald och statsman.
Varona var en period deputerad för Kuba i spanska cortes och 1913–1917 vicepresident i den självständiga republiken Kuba. På många områden hade Varona stort inflytande. Av hans många arbeten kan anföras Odas anacreónticas (1868), Poesías (1878), Paisajes cubanas (1879), La metafisica en la universìdad de la Habana (1880), Estudios literarios y filosoficos (1883), Los cubanos en Cuba (1891), Cuba contra España (1895; översatt till engelska, franska och italienska), Las reformas de la ensenanza superior (1904).